# Coniopholis pectoralis
Coniopholis pectoralis är en skalbaggsart som beskrevs av Moser 1913. Coniopholis pectoralis ingår i släktet Coniopholis och familjen Melolonthidae. Inga underarter finns listade i Catalogue of Life.